# Joseph Beke
Joseph Régis Marie Beke (Menen, 2 juni 1763 - Gijverinkhove, 31 augustus 1846), ook genaamd Beke-Beke was een Belgisch senator.

## Levensloop
Beke was de zoon van Pierre-Joseph Beke en van Marie-Geneviève Claeyssens. Hij trouwde met Marie-Jeanne Beke en werd vaak vernoemd als Beke-Beke (om hem te onderscheiden van andere Bekes in Ieper).
Beroepshalve was hij zoutzieder en zeepzieder. In de Franse Tijd werd hij gemeenteraadslid vanaf 1806 en bleef deze functie waarnemen tijdens het Verenigd koninkrijk der Nederlanden en het Koninkrijk België tot in 1838.
In 1837 werd hij katholiek senator voor het arrondissement Ieper en zetelde tot in juni 1839.
Hij was ondervoorzitter van de Ieperse Handelskamer en rechter bij de Handelsrechtbank. Hij was ook lid van het Armenbestuur van Ieper, vanaf 1815.